# جيمس بينيت (سياسي)
جيمس بينيت (بالإنجليزية: James Bennett) هو سياسي أسترالي، ولد في 1874، وتوفي في 23 نوفمبر 1951. حزبياً، نشط في Liberal Party (Australia, 1909) ‏. وقد انتخب عضو مجلس النواب الأسترالي عن دائرة دائرة غبسلند (31 مايو 1913 – 5 سبتمبر 1914).